# José Luis Moralejo
José Luis Moralejo Álvarez (Santiago de Compostela, 23 de abril de 1943) es un filólogo clásico  y traductor latinista español.

## Biografía
Es licenciado en Filosofía y Letras, especialidad de Filología Clásica por la Universidad Complutense de Madrid y doctor en Letras Clásicas por la Universidad de Bolonia con Premio Extraordinario. Desde 1991 es catedrático de Filología Latina de la Universidad de Alcalá. Ha sido vocal de la Comisión Nacional de Evaluación de la Actividad Investigadora, de la Comisión de Evaluación del Profesorado de Andalucía y de la Agencia de Evaluación de la Calidad del Profesorado de la Comunidad de Madrid (ACAP). Es miembro de los consejos asesores de varias revistas científicas españolas y extranjeras, y fue asesor de la Biblioteca Clásica Gredos. Es miembro del patronato de la Fundación Pastor de Estudios Clásicos.

## Reconocimiento
En 2009 fue galardonado con el Premio Nacional de Traducción por su traducción de la obra Sátiras. Epístolas. Arte Poética de Horacio.